# Hallund (parochie)
Hallund is een parochie van de Deense Volkskerk in de Deense gemeente Brønderslev. De parochie maakt deel uit van het bisdom Aalborg en telt 631 kerkleden op een bevolking van 674 (2004). Historisch hoorde de parochie tot de herred Dronninglund. In 1970 werd de parochie deel van de nieuw gevormde gemeente Brønderslev.
De parochiekerk dateert uit de 12e eeuw. De huidige toren is uit de 20e eeuw en deels gebouwd op de fundamenten van een oudere toren die in de 18e eeuw werd afgebroken.

Agersted · Aså · Brønderslev · Dorf · Dronninglund · Hallund · Hellevad · Hellum · Hjallerup · Jerslev · Melholt · Mylund · Ørum · Øster Brønderslev · Øster Hjermitslev · Serritslev · Stenum · Tise · Tolstrup · Voer